# Португальский кораблик

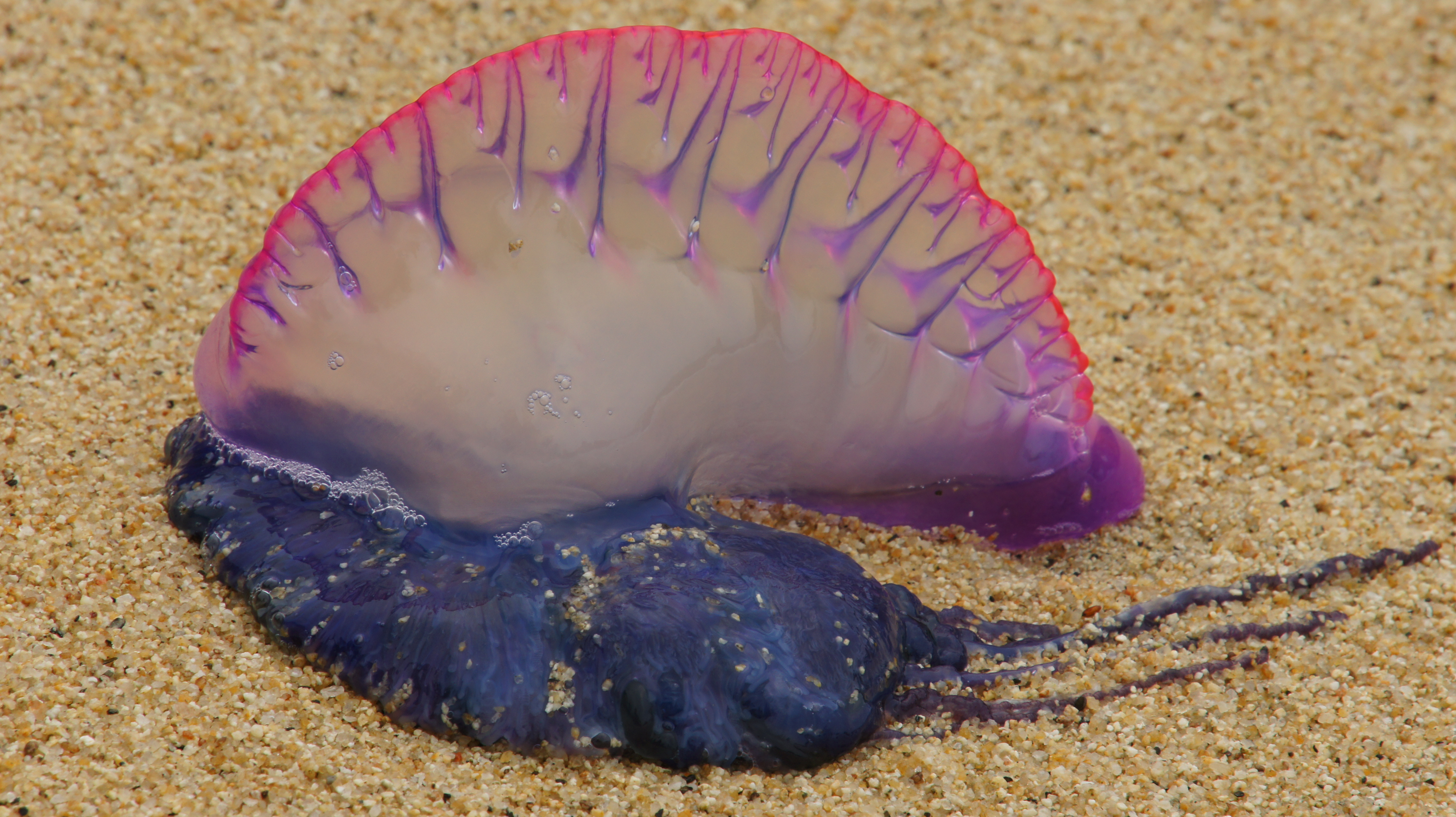
Физалия, выброшенная на берег

Португальский кораблик, или физалия, или португальский военный кораблик (лат. Physalia physalis), — вид колониальных гидроидных из отряда сифонофор, колония которого состоит из полипоидных и медузоидных особей. Выделяется в монотипические род Physalia и семейство Physaliidae.

## Строение
Physalia physalis представляет собой симбиотический организм, состоящий из четырех различных полипов, которые функционируют как одно целое.
Крупный прозрачный пузырь на одном из концов колонии (пневматофор), размер которого достигает 30 см, заполнен газом и удерживает её на поверхности воды. Он придаёт португальскому кораблику внешнее сходство с медузами сцифоидных. Ловчие щупальца представителей этого вида несут огромное количество стрекательных клеток, яд которых опасен для человека.

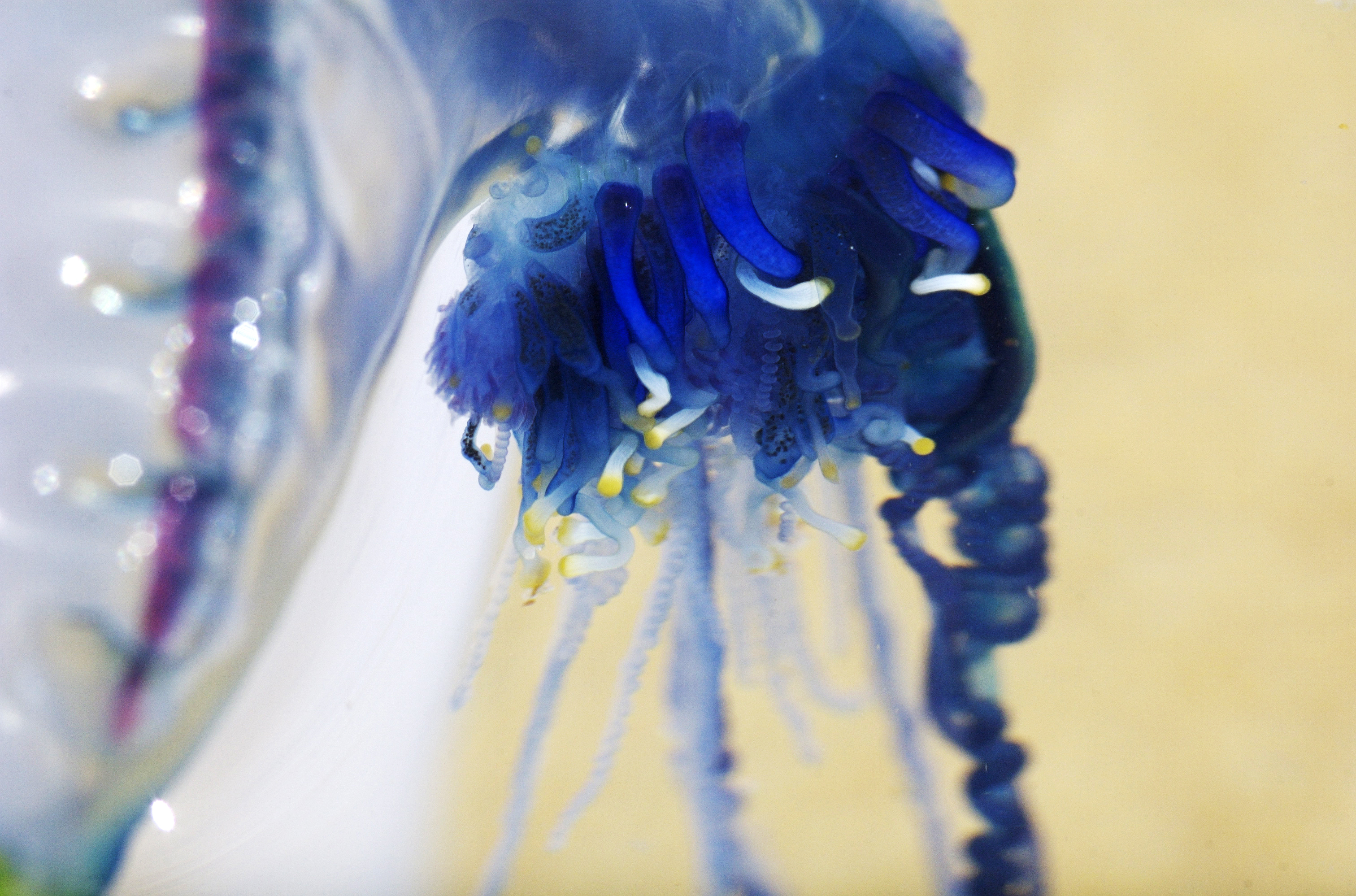
Сифосома физалии крупным планом

Как и у других сифонофор подотряда Cystonectae, в колонии португальского кораблика выделяют два отдела — пневматофор и сифосому. Нектосома, несущая нектофоры, у них отсутствует, однако имеются сифосомные нектофоры. Пневматофор представляет собой пузырь, заполненный атмосферным воздухом, обогащённым угарным газом. От него асимметрично (слева или справа) отходит ствол колонии, на котором располагаются группы зооидов (кормидии). В каждом кормидии находятся представители трёх типов полипоидных особей: один половой зооид (гонозооид) и несколько питающихся зооидов (гастрозооидов) и ловчих зооидов (дактилозооидов):425. Каждый дактилозооид несёт по одному сократимому щупальцу, длина которого в расправленном состоянии может достигать 50 м. Каждый гонозооид древовидно разветвляется, и поэтому обычно называется «гонодендра». На нём расположены представители трёх типов медузоидных особей: гонофоры, сифосомные нектофоры и редуцированные сифосомные нектофоры; а также представители одного типа полипоидных особей — гонопальпоны (так называются дактилозооиды, расположенные при гонофорах):425. В гонофорах развиваются репродуктивные клетки, затем, по-видимому, гонодендра отрывается от колонии и вместе с гонофорами начинает самостоятельное развитие на поверхности воды.
Сокращающиеся локомоторные медузоидные зооиды (нектосомные нектофоры) у португальских корабликов отсутствуют, поэтому горизонтальное перемещение колонии возможно лишь под действием внешних сил — ветра и тока воды. При этом асимметрично расположенная сифосома подобно судовому рулю отклоняет движение колонии от задаваемого внешними силами направления.
Питаются португальские кораблики в основном личинками рыб, а также мелкими рыбами и мелкими кальмарами. Португальских корабликов поедают логгерхеды и другие морские черепахи, моллюски Glaucus atlanticus и Janthina janthina из рода янтин. В симбиотических отношениях с португальским корабликом, видимо, находится рыба-пастушок (Nomeus gronovii) из семейства номеевых.

## Первая медицинская помощь при ожогах
По одним данным, при ожогах физалии помогает смачивание пораженной кожи 3—5%-м раствором уксуса, который препятствует срабатыванию оставшихся в ране стрекательных клеток. Ни в коем случае не надо пытаться смыть яд пресной водой, от этого разрушаются ещё целые стрекательные клетки с ядом, и боль резко усиливается. Если яд попал в глаза или боль не снимается в течение нескольких минут, то следует показаться врачу.
Согласно другой точке зрения, применять уксус при ожогах, полученных от контакта с португальским корабликом, не рекомендуется. Уксус применяется при ожогах после контакта с медузами, яд же португальского кораблика иной. Стрекательные клетки разрушаются мгновенно, что делает уксус неэффективным. Для облегчения боли рекомендуется длительное время промывать пораженные участки горячей (теплой) морской водой. В дальнейшем можно прикладывать лёд.

## Закрытие пляжей
В сентябре 2016 года из-за нашествия физалий властями были закрыты четыре пляжа острова Пхукет в Таиланде.